# Goli otok

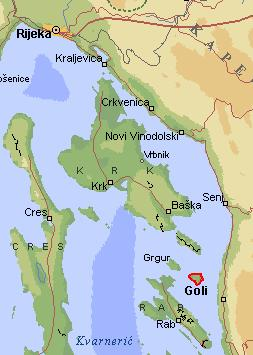
Goli otok na mapie

Goli otok (dosł. „goła wyspa”, „naga wyspa”) – wyspa o powierzchni około 4,7 km², znajdująca się w zachodniej części Chorwacji, na wschód od półwyspu Istria w Kanale Welebickim, pomiędzy wyspami Rab, Sveti Grgur i Prvić. Zbudowana jest ze skał wapiennych.

## Historia
Wyspa do XX wieku była niezamieszkana, ale w trakcie I wojny światowej umieszczono na niej obóz jeniecki, do którego zsyłano rosyjskich jeńców z frontu wschodniego. Po II wojnie światowej reżim Tity zdecydował o stworzeniu od 1949 roku obozu dla więźniów politycznych. Wśród osadzonych znajdował się wysoki procent niegdysiejszych bohaterów narodowych i przedwojennych komunistów. Ostatni więzień polityczny opuścił wyspę w 1956 roku. Później na wyspie umieszczano kryminalistów. Ostatecznie Goli otok przestała pełnić funkcję więzienia w 1988 roku. Od tego czasu jest atrakcją turystyczną.